# Ichnologia
Ichnologia (gr. íchnos – trop, ślad stopy + lógos – nauka) – dział paleozoologii, nauka zajmująca się badaniem skamieniałych śladów zwierząt kopalnych. Na podstawie analizy tych śladów czyniono próby ich rekonstrukcji.
Podobną dziedziną badającą nowoczesne ślady jest neoichnologia